# Pero (Tochter des Neleus)
Pero (altgriechisch Πηρώ Pērṓ) ist in der griechischen Mythologie eine Tochter des Neleus, des Königs von Pylos, und der Chloris, Tochter des Königs von Orchomenos, Amphion. Sie ist die Schwester des Nestor, des Chromios und des Periklymenos. Auf Grund ihrer herausragenden Schönheit war Pero viel umworben. Doch wollte ihr Vater sie nur dem zum Manne geben, der ihm die Rinder des Iphiklos brächte. Bias, in Liebe zu Pero entbrannt, bat seinen Bruder Melampus, für ihn die Rinder zu stehlen, worauf sich dieser einließ. Einer Überlieferungstradition folgend, erreichte Melampus nach einem Jahr sein Ziel, nachdem er für Iphiklos geweissagt und ihn von seiner Kinderlosigkeit befreit hatte, und Pero wurde dem Bias vermählt. Einer anderen Tradition nach gab Neleus seine Tochter erst nach einer Schlacht heraus.
Aus der Verbindung der Pero mit Bias stammen Perialkes, Aretos und Alkesiboia oder Alphesiboia. Weitere Namen, die genannt werden, sind die Argonauten Talaos, Areios und Laodokos.
Das weitere Schicksal der Pero ist unbekannt. Bias ging später mit seinem Bruder nach Argos und heiratete dort Lysippe, eine Tochter des Proitos. Pero war dargestellt auf einem Gemälde Polygnots in der Lesche von Delphi.